# Elecciones al Parlamento Europeo de 2004 (Lituania)
En las elecciones al Parlamento Europeo de 2004 en Lituania, celebradas en junio, se escogió a los 13 representantes de dicho país para la sexta legislatura del Parlamento Europeo. Tras su reciente incorporación a la Unión Europea, es la primera participación de Lituania en unos comicios europeos.

## Resultados
| Datos de participación | Datos de participación | Datos de participación |
| ---------------------- | ---------------------- | ---------------------- |
| Censo electoral        | 2.654.311              | 100%                   |
| Votantes               | 1.284.050              | 48,4                   |
| Abstención             | 1.370.261              | 51,6                   |
| Válidos                | 1.207.070              |                        |
| A candidatura          | 1.207.070              | 100,0                  |

| ← Elecciones al Parlamento Europeo de 2004 →                                                                    |         |       |         |
| Partido | Votos   | %     | Escaños |
| Partido del Trabajo (DP)                                                                                        | 363.996 | 30,16 | 5       |
| Partido Socialdemócrata Lituano (LSDP)                                                                          | 174.124 | 14,43 | 2       |
| Unión de la Patria (TS)                                                                                         | 151.833 | 12,58 | 2       |
| Unión Liberal y de Centro (LCS)                                                                                 | 135.601 | 11,23 | 2       |
| Unión Agraria Popular Lituana (VNDPS)                                                                           | 89.452  | 7,41  | 1       |
| Partido Democrático Liberal (LDP)                                                                               | 82.420  | 6,83  | 1       |
| Coalición «Kartu mes jėga»: - Acción Electoral de los Polacos en Lituania (LLRA) - Unión Lituana de Rusos (LRS) | 68.937  | 5,71  | 0       |
| Nueva Unión (Socioliberales) (NS)                                                                               | 58.527  | 4,85  | 0       |
| Cristianos Demócratas Lituanos (LKD)                                                                            | 33.162  | 2,75  | 0       |
| Unión Social Conservadora Cristiana (KKSS)                                                                      | 31.061  | 2,57  | 0       |
| Partido del Progreso Nacional (TPP)                                                                             | 14.294  | 1,18  | 0       |
| Partido Nacional de Centro (NCP)                                                                                | 3.663   | 0,30  | 0       |